# Летња универзијада 1967.
V Летња Универзијада 1967. одржанана је у Токију Јапан од 26. августа до 4. септембар 1967. године. Отварање је било на Националном Олимпијском стадиону.
На Универзијади је учествовало 34 земаља са 938 спортиста и 334 пратиоца. 
За ови Универзијаду везан је озбиљан политички спор, у погледу учешћа НДР Кореје, који је готово довео до новог расцепа у међународном студентском спортском покрету. Пошто је упогледу учешћа и назива појединих земаља, ФИСУ примењује искључиво олимпијски протокол, екипа ове земље могла је да наступи под именом Северна Кореја. Због протеста, група социјалистичких земаља запретила је да ће напустити Универзијаду и иступити из ФИСУ ако се не привати пуно и званично име те земље.
У једногодишњим преговорима нађено је решење да екипе на Универзијади у Токију не наступају под иманом своје земља него под именом својих студентских спортских федерација, с тим што би се у свим приликама применил скраћеница њиховог назива. Мада је оваква формула, јединствена до тада у историји спорта за било које међународно такмичење, била прихваћена од свих, на само два дана пре почетка Универзијаде група социјалистичких земаља саопштила је да неће учествовти. Објашњење за бојкот Универзијаде било је у томе што није прихваћена тачн скраћеница северокорејске студентске организације. Спортски успех универзијаде био је због овог умањен, али су јапански организатори ипак направили од Универзијаде грандиозан спектакл, сличан Олимпијским играмакоје су пре три године пре тога организовали. Југославија је учествовала на тој Универзијади,
сматрајући да су испуњени договорени услови, у чијем су утврђувању и формулисању активно учествовали и њени представници под називом УСОФКЈ (Универзитетски савез организација за физичку културу Југославије).
У програм су уврштене неке нове дисциплине у атлетици и нови спорт џудо на иницијативу домаћина. Тако да је на играма било заступљено 10 спортова.

## Представници Југославије на Универзијади 1967
На Универзијади 1967 репрезентација Југославије је учествовала са три такмичара у пливњу и атлетици, који су освојили 1 златну медаљу

### Освајачи медаља
| Спорт    | Медаља | Такмичар            | Дициплина | Резултат |
| -------- | ------ | ------------------- | --------- | -------- |
| Атлетика | злато  | Миодраг Тодосијевић | скок увис | 2,05     |